# 非消費物
非消費物又稱不消費物，為依一般使用方式，使用後仍可保持原本的形體及本質，而可重複用於同一目的的物，非消費物可為使用借貸及通常寄託的標的物。訂立使用非消費物為目的的契約不須移轉物的所有權，只要移轉占有即可。與消費物相對，如書、土地、汽車、建築物、衣服、寶玉、鑽戒等屬之。